# Żołnierze wolności (film)
Żołnierze wolności (ros. Солдаты свободы, Sołdaty Swobody) – film wojenny w reżyserii Jurija Ozierowa. W Polsce, dwie pierwsze części tej epopei miały 207 tys. widzów w 1977.

## Obsada
| Rola                        | Aktor                 |
| --------------------------- | --------------------- |
| Józef Stalin                | Jakow Tripolski       |
| Konstanty Rokossowski       | Władłen Dawydow       |
| Georgi Dymitrow             | Stefan Gecow          |
| Bolesław Bierut             | Ignacy Gogolewski     |
| Paweł Finder                | Leszek Herdegen       |
| Klement Gottwald            | Bohus Pasterek        |
| Gustáv Husák                | Ivan Mistrík          |
| Małgorzata Fornalska        | Krystyna Mikołajewska |
| Todor Żiwkow                | Peter Stefanow        |
| Leonid Breżniew             | Jewgienij Matwiejew   |
| János Kádár                 | Károly Ujlaky         |
| Władysław Gomułka           | Paweł Nowisz          |
| Edward Gierek               | Edward Lubaszenko     |
| Michał Rola-Żymierski       | Zygmunt Kęstowicz     |
| Ludvík Svoboda              | Ladislav Chudík       |
| Wilhelm Pieck               | Horst Preusker        |
| Władysław Sikorski          | Igor Śmiałowski       |
| Stanisław Mikołajczyk       | Zbigniew Kryński      |
| Zygmunt Berling             | Tadeusz Schmidt       |
| Franklin Delano Roosevelt   | Stanisław Jaśkiewicz  |
| Borys III                   | Naum Szopow           |
| Otto Skorzeny               | Bruno O’Ya            |
| Edward Osóbka-Morawski      | Ryszard Bacciarelli   |
| Tadeusz Bór-Komorowski      | Jan Burek             |
| Leopold Okulicki            | Piotr Pawłowski       |
| Bolesław Kowalski           | Tadeusz Łomnicki      |
| Józef Małecki               | Stanisław Mikulski    |
| Antoni Chruściel            | Janusz Bylczyński     |
| Jan Stanisław Jankowski     | Jerzy Kaliszewski     |
| adiutant Bora-Komorowskiego | Jerzy Moes            |
| Kapitan Starcew             | Bohdan Stupka         |

### Wystąpili również
- Zygmunt Wiaderny jako Pawłowski
- Krzysztof Kolberger jako powstaniec
- Henryk Gołębiewski jako żołnierz AL
- Wiktor Grotowicz jako gospodarz spotkania „Sobola” z działaczami PPR-u
- Zygmunt Biernat jako Aleksander Zawadzki
- Jerzy Turek jako współzałożyciel KRN
- Grażyna Marzec jako współzałożycielka KRN
- Zbigniew Józefowicz jako Piotr Jaroszewicz
- Stefania Kornacka jako warszawska gołębiarka
- Grażyna Michalska jako łączniczka Ewa w sztabie AL
- Mariusz Dmochowski jako ranny pułkownik AK na noszach
- Emil Karewicz jako kapitan AK
- Józef Nalberczak jako żołnierz I Armii WP
- Jerzy Zelnik jako górnik w Belgii
- Zofia Czerwińska jako właścicielka mieszkania przy ul. Twardej
- Piotr Grabowski jako powstaniec
- Ryszarda Hanin jako rozstrzelana komunistka
- Wanda Łuczycka jako rozstrzelana komunistka
- Mieczysław Milecki jako rozstrzelany komunista
- Zbigniew Sawan jako rozstrzelany komunista
- Janusz Leśniewski jako oficer AK z białą flagą

## Plenery
- Wrocław
- Warszawa